# Coupe des États-Unis de soccer 2018
Navigation
Lamar Hunt U.S. Open Cup 2017 Lamar Hunt U.S. Open Cup 2019
La Coupe des États-Unis de soccer 2018 est la 105e édition de la Lamar Hunt U.S. Open Cup, la plus ancienne des compétitions dans le soccer américain. C'est un système à élimination directe mettant aux prises des clubs de soccer amateurs, semi-pros et professionnels affiliés à la Fédération des États-Unis de soccer, qui l'organise conjointement avec les ligues locales
La finale se tient le 26 septembre 2018, après sept autres tours à élimination directe dans la phase finale mettant aux prises des clubs amateurs et professionnels. Le Sporting de Kansas City défend son trophée après sa victoire en 2017, son quatrième titre (après 2004, 2012 et 2015). Les qualifications débutent à l'automne 2017 pour les équipes des divisions cinq ou inférieures même si la Fédération des États-Unis de soccer n'annonce le format de la compétition que le 14 mars 2018. Depuis l'édition 2015, la compétition comporte une absence de tirage au-delà des seizièmes de finale puisque les équipes sont réparties en quatre groupes de quatre, selon des critères géographiques.
Le tenant du titre est le Sporting de Kansas City, vainqueur en finale des Red Bulls de New York. Le vainqueur de la compétition remporte 300,000 $ ainsi qu'une place pour la Ligue des champions de la CONCACAF 2019.

## Déroulement de la compétition

### Primes monétaires
Pour cette 105e édition, les primes accordées sont revues à la hausse par rapport à la saison dernière. Le champion reçoit 300 000 dollars (contre 250 000 la saison précédente). Le finaliste touche 100 000 dollars (contre 60 000 en 2017) et 25 000 dollars (contre 15 000 en 2017) sont accordés pour les meilleurs de chaque championnat semi-pro et amateur.
Les primes monétaires de l'édition 2018 sont distribuées comme suit :
| Classement                                                 | Primes    |
| ---------------------------------------------------------- | --------- |
| Champion                                                   | 300,000 $ |
| Finaliste                                                  | 100,000 $ |
| Meilleur de championnat inférieur à la Major League Soccer | 25,000 $  |

### Calendrier
De par la taille du pays, les phases de qualification sont dirigées par des ligues nationales qui divisent elles-mêmes leurs phases de qualification selon la répartition géographique des clubs membres. Ainsi, selon les conférences, les qualifications peuvent être composées d'un à trois tours.

#### Dates des rencontres
| Tour                                                                                        | Nom                 | Dates retenues               | Équipes participantes | Équipes gagnantes |
| Épreuve éliminatoire (2017-2018)                                                            |                     |                              |                       |                   |
| 1                                                                                           | Premier tour        | Dates locales                |                       |                   |
| 2                                                                                           | Deuxième tour       | Dates locales                |                       |                   |
| 3                                                                                           | Troisième tour      | Dates locales                |                       |                   |
| 4                                                                                           | Tour préliminaire   | dim. 6 mai                   | 6                     | 3                 |
| Compétition propre (2018)                                                                   |                     |                              |                       |                   |
| Entrée de 13 équipes issues des qualifications locales/18 équipes de NPSL/18 équipes de PDL |                     |                              |                       |                   |
| 5                                                                                           | Premier tour        | mar.-mer. 8-9 mai            | 52                    | 26                |
| Entrée des 22 équipes de USL                                                                |                     |                              |                       |                   |
| 6                                                                                           | Deuxième tour       | mer. 16 mai                  | 48                    | 24                |
| 7                                                                                           | Troisième tour      | mer. 23 mai                  | 24                    | 12                |
| Entrée des 20 équipes de Major League Soccer                                                |                     |                              |                       |                   |
| 8                                                                                           | Quatrième tour      | mer. 6 juin                  | 32                    | 16                |
| 9                                                                                           | Huitièmes de finale | sam.-dim.-lun. 16-17-20 juin | 16                    | 8                 |
| 10                                                                                          | Quarts de finale    | mer. 18 juillet et 2 août    | 8                     | 4                 |
| 11                                                                                          | Demi-finales        | mer. 8 août                  | 4                     | 2                 |
| 12                                                                                          | Finale              | mer. 26 septembre            | 2                     | 1                 |

## Participants
Toutes les équipes des divisions I (MLS), II (USL) obtiennent une place automatique dans la compétition, à l'exception des équipes opérées par des franchises professionnelles d'un niveau supérieur (règle en vigueur depuis 2016).
Une controverse a lieu à l'hiver 2018 lorsque le plan initial de la compétition ne prévoit pas la participation des équipes de la NASL qui suspend ses activités de manière temporaire pour la saison 2018. Si les franchises de l'Armada de Jacksonville, du Miami FC et des Cosmos de New York sont donc privées de l'édition 2018, une décision en date de mars 2018 du comité de la Open Cup permet l'entrée en lice de ces trois équipes sous la bannière de la NPSL, ligue dans laquelle elles opèrent pour la saison 2018. Par conséquent, un tour préliminaire est organisé quelques jours avant le premier tour.
| Entre au tour préliminaire | Entre au premier tour | Entre au premier tour | Entre au premier tour | Entre au second tour | Entre au quatrième tour |
| NPSL/PDL 4 équipes/2 équipes                                                                                                   | Qualifiés locaux/NPSL/PDL 13 équipes/18 équipes/18 équipes | Qualifiés locaux/NPSL/PDL 13 équipes/18 équipes/18 équipes | Qualifiés locaux/NPSL/PDL 13 équipes/18 équipes/18 équipes | USL 22 équipes | MLS 20 équipes |
| NPSL - Italians de Brooklyn - Armada de Jacksonville - Miami FC 2 - Cosmos B de New York PDL - FC Miami City - The Villages SC | Qualifiés locaux - Azteca FC - Christos FC - FC Denver - FC Kendall - Kendall Wanderers - La Máquina FC - Bhoys de Lansdowne - Wolves de Los Angeles - Rayados de NTX - Red Force FC - RiverDogz de Rochester - Winds de Santa Ana - Sporting Arizona FC | NPSL - AFC Ann Arbor - CD Aguiluchos USA - Fusion du Dakota - Detroit City FC - Duluth FC - Elm City Express - Commodores d'Erie - FC Arizona - FC Motown - FC Wichita - Vaqueros de Fort Worth - Inter Nashville FC - Stockade de Kingston - Kitsap SC - Miami United - Midland-Odessa FC - Orange County FC | PDL - Eagles de Charlotte - FC Golden State Force ($) - FC Tucson - Tropics de Lakeland - Rough Riders de Long Island - Bucks du Michigan - Brilla du Mississippi - Mutiny de Myrtle Beach - Red Bulls U23 de New York - Nor'easters de Ocean City - Energy U23 d'Oklahoma City - Timbers U23 de Portland - Reading United AC - San Francisco City FC - Seacoast United Phantoms - SIMA Aguilas - Tormenta de South Georgia - Western Mass Pioneers | USL - Battery de Charleston - Independence de Charlotte - Switchbacks de Colorado Springs - FC Cincinnati - Fresno FC - Eleven d'Indy - Lights de Las Vegas - Louisville City FC ($) - Nashville SC - North Carolina FC - Energy d'Oklahoma City - Orange County SC - Penn FC - Rising de Phoenix - Riverhounds de Pittsburgh - Reno 1868 - Kickers de Richmond - Republic de Sacramento - Saint Louis FC - San Antonio FC - Rowdies de Tampa Bay - Roughnecks de Tulsa | MLS - Atlanta United - Fire de Chicago - Rapids du Colorado - Crew de Columbus - FC Dallas - D.C. United - Dynamo de Houston - Galaxy de Los Angeles - Los Angeles FC - Minneosta United - Revolution de la Nouvelle-Angleterre - New York City FC - Red Bulls de New York - Orlando City SC - Union de Philadelphie - Timbers de Portland - Real Salt Lake - Earthquakes de San José - Sounders de Seattle - Sporting Kansas City |

Légende :

Major League Soccer (MLS) : championnat de première division.

United Soccer League (USL) : championnat de seconde division organisé par la United Soccer Leagues (USL).

Premier Development League (PDL) : championnat de quatrième division organisé par la United Soccer Leagues (USL).

National Premier Soccer League (NPSL) : championnat de quatrième division organisé par la Fédération des États-Unis de soccer (USSF).
- $: Vainqueur du bonus de 25,000 $ pour être l'équipe de la ligue ayant été le plus loin dans la compétition.

## Résultats
Le vainqueur de l'édition précédente, le Sporting de Kansas City (MLS) entre dans la compétition lors du quatrième tour.

### Tour préliminaire
Les rencontres se déroulent le dimanche 6 mai.
| Division | Club              | Score | Club                   | Division |
| -------- | ----------------- | ----- | ---------------------- | -------- |
| (PDL)    | The Villages SC   | 1-2   | Jacksonville Armada FC | (NPSL)   |
| (PDL)    | FC Miami City     | 1-3   | Miami FC 2             | (NPSL)   |
| (NPSL)   | Brooklyn Italians | 3-2   | New York Cosmos        | (NPSL)   |

### Premier tour
Les rencontres se déroulent le mercredi 9 mai, à l'exception de la rencontre opposant les Portland Timbers U23 au Kitsap Soccer Club qui eut lieu la veille.
Pour minimiser les longs trajets, le tirage au sort est basé sur des critères géographiques. Les équipes hôtes en ont précédemment fait la demande. Si deux équipes souhaitant accueillir leur rencontre de premier tour sont confrontées, on procède alors à un tirage au sort.
| Division | Club                     | Score              | Club                      | Division |
| -------- | ------------------------ | ------------------ | ------------------------- | -------- |
| (PDL)    | Portland Timbers U23     | 5-0                | Kitsap Soccer Club        | (NPSL)   |
| (NPSL)   | AFC Ann Arbor            | 0-3                | Ocean City Nor'easters    | (PDL)    |
| (NPSL)   | Miami FC 2               | 4-0                | Red Force FC              | (USASA)  |
| (PDL)    | Western Mass Pioneers    | 1-2                | Elm City Express          | (NPSL)   |
| (NPSL)   | FC Motown                | 2-1                | New York Red Bulls U-23   | (PDL)    |
| (PDL)    | Reading United AC        | 1-1 (5-4 t. a. b.) | Christos FC               | (USASA)  |
| (NPSL)   | Erie Commodores FC       | 1-1 (4-3 t. a. b.) | Rochester RiverDogz       | (USASA)  |
| (PDL)    | SIMA Aguilas             | 0-2                | Jacksonville Armada FC    | (NPSL)   |
| (PDL)    | Charlotte Eagles         | 1-6                | Inter Nashville FC        | (NPSL)   |
| (PDL)    | Myrtle Beach Mutiny      | 1-2                | South Georgia Tormenta FC | (PDL)    |
| (PDL)    | Seacoast United Phantoms | 2-2 (6-5 t. a. b.) | Kendall Wanderers         | (USASA)  |
| (NPSL)   | Miami United FC          | 5-2                | FC Kendall                | (USASA)  |
| (NPSL)   | Detroit City FC          | 1-1 (6-5 t. a. b.) | Michigan Bucks            | (PDL)    |
| (NPSL)   | Brooklyn Italians        | 0-2                | Lansdowne Bhoys FC        | (USASA)  |
| (PDL)    | Long Island Rough Riders | 6-3 a. p.          | Kingston Stockade FC      | (NPSL)   |
| (NPSL)   | New Orleans Jesters      | 1-1 (2-3 t. a. b.) | Mississippi Brilla        | (PDL)    |
| (NPSL)   | FC Wichita               | 3-1                | OKC Energy U23            | (PDL)    |
| (NPSL)   | Duluth FC                | 4-4 (3-0 t. a. b.) | Dakota Fusion FC          | (NPSL)   |
| (NPSL)   | Midland-Odessa FC        | 3-0                | Lakeland Tropics          | (PDL)    |
| (USASA)  | NTX Rayados              | 2-1 a. p.          | Fort Worth Vaqueros       | (NPSL)   |
| (NPSL)   | CD Aguiluchos USA        | 0-4                | San Francisco City FC     | (PDL)    |
| (USASA)  | FC Denver                | 4-2                | Azteca FC                 | (USASA)  |
| (PDL)    | FC Golden State Force    | 3-1                | LA Wolves FC              | (USASA)  |
| (NPSL)   | Orange County FC         | 3-0                | Santa Ana Winds FC        | (USASA)  |
| (NPSL)   | FC Arizona               | 0-1                | Sporting Arizona FC       | (USASA)  |
| (PDL)    | FC Tucson                | 2-1                | La Máquina FC             | (USASA)  |

### Second tour
Les rencontres se déroulent le 16 mai.
| Division | Club                         | Score              | Club                      | Division |
| -------- | ---------------------------- | ------------------ | ------------------------- | -------- |
| (USL)    | North Carolina FC            | 3-0                | Lansdowne Bhoys FC        | (USASA)  |
| (NPSL)   | Erie Commodores FC           | 1-2                | Pittsburgh Riverhounds    | (USL)    |
| (PDL)    | Reading United AC            | 1-1 (3-4 t. a. b.) | Richmond Kickers          | (USL)    |
| (USL)    | Louisville City FC           | 5-0                | Long Island Rough Riders  | (PDL)    |
| (NPSL)   | FC Motown                    | 1-3                | Penn FC                   | (USL)    |
| (USL)    | Charleston Battery           | 1-0                | South Georgia Tormenta FC | (PDL)    |
| (NPSL)   | Jacksonville Armada FC       | 1-0                | Tampa Bay Rowdies         | (USL)    |
| (NPSL)   | Miami FC 2                   | 1-3                | Miami United FC           | (NPSL)   |
| (USL)    | Charlotte Independence       | 1-3                | Ocean City Nor'easters    | (PDL)    |
| (PDL)    | Seacoast United Phantoms     | 0-2                | Elm City Express          | (NPSL)   |
| (USL)    | FC Cincinnati                | 4-1 a. p.          | Detroit City FC           | (NPSL)   |
| (PDL)    | Mississippi Brilla           | 1-0                | Indy Eleven               | (USL)    |
| (USL)    | Tulsa Roughnecks             | 3-4                | FC Wichita                | (NPSL)   |
| (NPSL)   | Duluth FC                    | 0-2                | Saint Louis FC            | (USL)    |
| (USL)    | Sacramento Republic FC       | 3-1                | San Francisco City FC     | (PDL)    |
| (USL)    | Nashville SC                 | 2-0                | Inter Nashville FC        | (NPSL)   |
| (USASA)  | NTX Rayados                  | 5-2 a. p.          | Oklahoma City Energy      | (USL)    |
| (NPSL)   | Midland-Odessa FC            | 0-4                | San Antonio FC            | (USL)    |
| (USL)    | Colorado Springs Switchbacks | 3-2                | FC Denver                 | (USASA)  |
| (USASA)  | Sporting Arizona FC          | 1-1 (5-4 t. a. b.) | Phoenix Rising FC         | (USL)    |
| (USL)    | Fresno FC                    | 2-0                | Orange County FC          | (NPSL)   |
| (USL)    | Orange County SC             | 2-4                | FC Golden State Force     | (PDL)    |
| (USL)    | Reno 1868 FC                 | 7-3                | Portland Timbers U23      | (PDL)    |
| (USL)    | Las Vegas Lights             | 4-2                | FC Tucson                 | (PDL)    |

### Troisième tour
Les rencontres se déroulent le 23 mai, à l'exception de la rencontre entre North Carolina FC et les Ocean City Nor'easters qui se déroule la veille.
| Division | Club                   | Score              | Club                         | Division |
| -------- | ---------------------- | ------------------ | ---------------------------- | -------- |
| (USL)    | North Carolina FC      | 4-1                | Ocean City Nor'easters       | (PDL)    |
| (USL)    | Pittsburgh Riverhounds | 1-3                | FC Cincinnati                | (USL)    |
| (USL)    | Richmond Kickers       | 3-2                | Penn FC                      | (USL)    |
| (USL)    | Charleston Battery     | 1-0                | Elm City Express             | (NPSL)   |
| (USL)    | Louisville City FC     | 1-0                | Saint Louis FC               | (USL)    |
| (NPSL)   | Jacksonville Armada    | 0-2                | Miami United FC              | (NPSL)   |
| (USASA)  | NTX Rayados            | 3-2                | FC Wichita                   | (NPSL)   |
| (USL)    | Nashville SC           | 3-1                | Mississippi Brilla           | (PDL)    |
| (USL)    | San Antonio FC         | 1-1 (5-3 t. a. b.) | Colorado Springs Switchbacks | (USL)    |
| (USASA)  | Sporting Arizona       | 1-2 a. p.          | Fresno FC                    | (USL)    |
| (PDL)    | FC Golden State Force  | 2-1                | Las Vegas Lights FC          | (USL)    |
| (USL)    | Reno 1868 FC           | 0-1                | Sacramento Republic FC       | (USL)    |

### Quatrième tour
Ce tour marque l'entrée des équipes de Major League Soccer.
| Division | Club                | Résultat            | Club                   | Division | Lieu                                        | Affluence | Date, heure       | Rapport |
| -------- | ------------------- | ------------------- | ---------------------- | -------- | ------------------------------------------- | --------- | ----------------- | ------- |
| (MLS)    | Philadelphia Union  | 5-0                 | Richmond Kickers       | (USL)    | Talen Energy Stadium, Chester, PA           | 3 565     | Mardi 5, 19h      | Rapport |
| (USL)    | Louisville City FC  | 3-2                 | New England Revolution | (MLS)    | Lynn Stadium, Louisville, KY                | 5 196     | Mardi 5, 19h      | Rapport |
| (MLS)    | D.C. United         | 1-1 (4-3 t. a. b.)  | North Carolina FC      | (USL)    | Maryland SoccerPlex, Germantown, MD         | 3 118     | Mardi 5, 19h      | Rapport |
| (MLS)    | Columbus Crew       | 2-2 (9-10 t. a. b.) | Chicago Fire           | (MLS)    | Mapfre Stadium, Columbus, OH                | 4 992     | Mercredi 6, 19h   | Rapport |
| (MLS)    | New York Red Bulls  | 4-0                 | New York City FC       | (MLS)    | Red Bull Arena, Harrison, NJ                | 9 496     | Mercredi 6, 19h30 | Rapport |
| (NPSL)   | Miami United        | 0-3                 | Orlando City SC        | (MLS)    | Ted Hendricks Stadium, Hialeah, FL          | 2 721     | Mercredi 6, 19h30 | Rapport |
| (MLS)    | Atlanta United      | 3-0                 | Charleston Battery     | (USL)    | Fifth Third Bank Stadium, Kennesaw, GA      | 9 742     | Mercredi 6, 19h30 | Rapport |
| (USL)    | FC Cincinnati       | 0-0 (1-3 t. a. b.)  | Minnesota United       | (MLS)    | Nippert Stadium, Cincinnati, OH             | 15 486    | Mercredi 6, 19h30 | Rapport |
| (USL)    | Nashville SC        | 2-0                 | Colorado Rapids        | (MLS)    | Vanderbilt Stadium, Nashville, TN           | 4 453     | Mercredi 6, 19h30 | Rapport |
| (MLS)    | Houston Dynamo      | 5-0                 | NTX Rayados            | (USASA)  | BBVA Compass Stadium, Houston, TX           | 6 212     | Mercredi 6, 19h30 | Rapport |
| (USL)    | San Antonio FC      | 0-1                 | FC Dallas              | (MLS)    | Toyota Field, San Antonio, TX               | 6 224     | Mercredi 6, 19h30 | Rapport |
| (MLS)    | Real Salt Lake      | 0-2                 | Sporting Kansas City   | (MLS)    | Rio Tinto Stadium, Sandy, UT                | 15 833    | Mercredi 6, 20h   | Rapport |
| (MLS)    | Los Angeles FC      | 2-0                 | Fresno FC              | (USL)    | Banc of California Stadium, Los Angeles, CA | 7 500     | Mercredi 6, 19h   | Rapport |
| (MLS)    | LA Galaxy           | 3-1                 | FC Golden State Force  | (PDL)    | StubHub Center – Track Stadium, Carson, CA  | 2 626     | Mercredi 6, 19h30 | Rapport |
| (MLS)    | Portland Timbers    | 2-0                 | San Jose Earthquakes   | (MLS)    | Providence Park, Portland, OR               | 12 769    | Mercredi 6, 19h30 | Rapport |
| (USL)    | Sacramento Republic | 2-1                 | Seattle Sounders       | (MLS)    | Papa Murphy's Park, Sacramento, CA          | 5 619     | Mercredi 6, 20h   | Rapport |

### Huitièmes de finale
| 15 juin 2018 | Timbers de Portland (MLS) | 1 - 0   | (MLS) Galaxy de Los Angeles |                                                                                     |                                                                                     |
| 20h          | Blanco 30e                | (1 - 0) |                             | Providence Park, Portland, Oregon Spectateurs : 14 556 Arbitrage : Joseph Dickerson | Providence Park, Portland, Oregon Spectateurs : 14 556 Arbitrage : Joseph Dickerson |
| 20h          | Rapport                   |         |                             | Providence Park, Portland, Oregon Spectateurs : 14 556 Arbitrage : Joseph Dickerson | Providence Park, Portland, Oregon Spectateurs : 14 556 Arbitrage : Joseph Dickerson |

| 16 juin 2018 | Union de Philadelphie (MLS) | 2 - 1   | (MLS) Red Bulls de New York |                                                                                         |                                                                                         |
| 19h          | Medunjanin 52e Burke 61e    | (0 - 0) | 77e Wright-Phillips         | Talen Energy Stadium, Chester, Pennsylvanie Spectateurs : 4 009 Arbitrage : Jon Freemon | Talen Energy Stadium, Chester, Pennsylvanie Spectateurs : 4 009 Arbitrage : Jon Freemon |
| 19h          | Rapport                     |         |                             | Talen Energy Stadium, Chester, Pennsylvanie Spectateurs : 4 009 Arbitrage : Jon Freemon | Talen Energy Stadium, Chester, Pennsylvanie Spectateurs : 4 009 Arbitrage : Jon Freemon |

| 16 juin 2018 | Sporting Kansas City (MLS) | 3 - 2   | (MLS) FC Dallas      |                                                                                          |                                                                                          |
| 20h          | Sallói 43e 66e Croizet 89e | (1 - 1) | 18e Gruezo 77e Lamah | Children's Mercy Park, Kansas City, Kansas Spectateurs : 15 238 Arbitrage : Ramy Touchan | Children's Mercy Park, Kansas City, Kansas Spectateurs : 15 238 Arbitrage : Ramy Touchan |
| 20h          | Rapport                    |         |                      | Children's Mercy Park, Kansas City, Kansas Spectateurs : 15 238 Arbitrage : Ramy Touchan | Children's Mercy Park, Kansas City, Kansas Spectateurs : 15 238 Arbitrage : Ramy Touchan |

| 18 juin 2018 | Dynamo de Houston (MLS) | 1 - 0   | (MLS) Minnesota United |                                                                                     |                                                                                     |
| 19h30        | Manotas 47e             | (0 - 0) |                        | BBVA Compass Stadium, Houston, Texas Spectateurs : 1 930 Arbitrage : Guido Gonzalez | BBVA Compass Stadium, Houston, Texas Spectateurs : 1 930 Arbitrage : Guido Gonzalez |
| 19h30        | Rapport                 |         |                        | BBVA Compass Stadium, Houston, Texas Spectateurs : 1 930 Arbitrage : Guido Gonzalez | BBVA Compass Stadium, Houston, Texas Spectateurs : 1 930 Arbitrage : Guido Gonzalez |

| 20 juin 2018 | D.C. United (MLS)                | 1 - 1 2 - 4 t. a. b. | (MLS) Orlando City SC                              |                                                                                              |                                                                                              |
| 19h          | Acosta 10e                       | (1 - 1)              | 17e Meram                                          | Maryland SoccerPlex, Germantown, Maryland Spectateurs : 3 254 Arbitrage : Marcos de Oliveira | Maryland SoccerPlex, Germantown, Maryland Spectateurs : 3 254 Arbitrage : Marcos de Oliveira |
| 19h          | Rapport                          |                      |                                                    | Maryland SoccerPlex, Germantown, Maryland Spectateurs : 3 254 Arbitrage : Marcos de Oliveira | Maryland SoccerPlex, Germantown, Maryland Spectateurs : 3 254 Arbitrage : Marcos de Oliveira |
| 19h          | Asad · Acosta · Harkes · Mullins | Tirs au but 2 - 4    | Johnson · Kljestan · Mueller · Villarreal · Colmán | Maryland SoccerPlex, Germantown, Maryland Spectateurs : 3 254 Arbitrage : Marcos de Oliveira | Maryland SoccerPlex, Germantown, Maryland Spectateurs : 3 254 Arbitrage : Marcos de Oliveira |

| 20 juin 2018 | Louisville City FC (USL) | 2 - 1   | (USL) Nashville SC |                                                        |                                                        |
| 19h          | Craig 24e DelPiccolo 58e | (1 - 0) | 68e LaGrassa       | Lynn Stadium, Louisville, Kentucky Spectateurs : 4 463 | Lynn Stadium, Louisville, Kentucky Spectateurs : 4 463 |
| 19h          | Rapport                  |         |                    | Lynn Stadium, Louisville, Kentucky Spectateurs : 4 463 | Lynn Stadium, Louisville, Kentucky Spectateurs : 4 463 |

| 20 juin 2018 | Atlanta United (MLS) | 0 - 1   | (MLS) Fire de Chicago |                                                                                         |                                                                                         |
| 19h30        |                      | (0 - 0) | 54e Nikolić           | Mercedes-Benz Stadium, Atlanta, Géorgie Spectateurs : 41 012 Arbitrage : Rubiel Vazquez | Mercedes-Benz Stadium, Atlanta, Géorgie Spectateurs : 41 012 Arbitrage : Rubiel Vazquez |
| 19h30        | Rapport              |         |                       | Mercedes-Benz Stadium, Atlanta, Géorgie Spectateurs : 41 012 Arbitrage : Rubiel Vazquez | Mercedes-Benz Stadium, Atlanta, Géorgie Spectateurs : 41 012 Arbitrage : Rubiel Vazquez |

| 20 juin 2018 | Los Angeles FC (MLS)                 | 3 - 2   | (USL) Republic de Sacramento |                                                                                                  |                                                                                                  |
| 19h30        | Feilhaber 58e Rossi 67e Blessing 89e | (0 - 1) | 35e Hord 60e Bijev           | Banc of California Stadium, Los Angeles, Californie Spectateurs : 8 750 Arbitrage : Nima Saghafi | Banc of California Stadium, Los Angeles, Californie Spectateurs : 8 750 Arbitrage : Nima Saghafi |
| 19h30        | Rapport                              |         |                              | Banc of California Stadium, Los Angeles, Californie Spectateurs : 8 750 Arbitrage : Nima Saghafi | Banc of California Stadium, Los Angeles, Californie Spectateurs : 8 750 Arbitrage : Nima Saghafi |

### Quarts de finale
| 18 juillet 2018 | Union de Philadelphie (MLS) | 1 - 0   | (MLS) Orlando City SC |                                                                                            |                                                                                            |
| 19h             | Bedoya 4e                   | (1 - 0) |                       | Talen Energy Stadium, Chester, Pennsylvanie Spectateurs : 7 176 Arbitrage : Rubiel Vazquez | Talen Energy Stadium, Chester, Pennsylvanie Spectateurs : 7 176 Arbitrage : Rubiel Vazquez |
| 19h             | Rapport                     |         |                       | Talen Energy Stadium, Chester, Pennsylvanie Spectateurs : 7 176 Arbitrage : Rubiel Vazquez | Talen Energy Stadium, Chester, Pennsylvanie Spectateurs : 7 176 Arbitrage : Rubiel Vazquez |

| 18 juillet 2018 | Fire de Chicago (MLS)                          | 4 - 0   | (USL) Louisville City FC |                                                                                |                                                                                |
| 19h30           | Nikolić 16e Katai 32e Campos 90e Collier 90+2e | (2 - 0) |                          | Toyota Park, Bridgeview, Illinois Spectateurs : 3 322 Arbitrage : Nima Saghafi | Toyota Park, Bridgeview, Illinois Spectateurs : 3 322 Arbitrage : Nima Saghafi |
| 19h30           | Rapport                                        |         |                          | Toyota Park, Bridgeview, Illinois Spectateurs : 3 322 Arbitrage : Nima Saghafi | Toyota Park, Bridgeview, Illinois Spectateurs : 3 322 Arbitrage : Nima Saghafi |

| 18 juillet 2018 | Dynamo de Houston (MLS)        | 4 - 2   | (MLS) Sporting Kansas City |                                                                                    |                                                                                    |
| 19h30           | Quioto 35e 66e Manotas 69e 88e | (1 - 1) | 2e Russell 90+3e Croizet   | BBVA Compass Stadium, Houston, Texas Spectateurs : 6 431 Arbitrage : Allen Chapman | BBVA Compass Stadium, Houston, Texas Spectateurs : 6 431 Arbitrage : Allen Chapman |
| 19h30           | Rapport                        |         |                            | BBVA Compass Stadium, Houston, Texas Spectateurs : 6 431 Arbitrage : Allen Chapman | BBVA Compass Stadium, Houston, Texas Spectateurs : 6 431 Arbitrage : Allen Chapman |

| 18 juillet 2018 | Los Angeles FC (MLS)                | 3 - 2   | (MLS) Timbers de Portland          |                                                                                                   |                                                                                                   |
| 19h30           | Guzmán 30e (csc) Vela 38e Ureña 51e | (2 - 1) | 45+2e Cascante 52e Andriuškevičius | Banc of California Stadium, Los Angeles, Californie Spectateurs : 17 898 Arbitrage : Ramy Touchan | Banc of California Stadium, Los Angeles, Californie Spectateurs : 17 898 Arbitrage : Ramy Touchan |
| 19h30           | Rapport                             |         |                                    | Banc of California Stadium, Los Angeles, Californie Spectateurs : 17 898 Arbitrage : Ramy Touchan | Banc of California Stadium, Los Angeles, Californie Spectateurs : 17 898 Arbitrage : Ramy Touchan |

### Demi-finales
| 8 août 2018 | Union de Philadelphie (MLS) | 3 - 0   | (MLS) Fire de Chicago |                                                                                          |                                                                                          |
| 19h         | Burke 59e 77e Sapong 86e    | (0 - 0) |                       | Talen Energy Stadium, Chester, Pennsylvanie Spectateurs : 7 934 Arbitrage : Ramy Touchan | Talen Energy Stadium, Chester, Pennsylvanie Spectateurs : 7 934 Arbitrage : Ramy Touchan |
| 19h         | Rapport                     |         |                       | Talen Energy Stadium, Chester, Pennsylvanie Spectateurs : 7 934 Arbitrage : Ramy Touchan | Talen Energy Stadium, Chester, Pennsylvanie Spectateurs : 7 934 Arbitrage : Ramy Touchan |

| 8 août 2018 | Dynamo de Houston (MLS)                                                | 3 - 3 7 - 6 t. a. b. | (MLS) Los Angeles FC                                                  |                                                                                     |                                                                                     |
| 19h30       | Wenger 12e Manotas 25e Rodríguez 75e                                   | (2 - 1)              | 6e 78e 90+5e Rossi                                                    | BBVA Compass Stadium, Houston, Texas Spectateurs : 7 581 Arbitrage : Rubiel Vazquez | BBVA Compass Stadium, Houston, Texas Spectateurs : 7 581 Arbitrage : Rubiel Vazquez |
| 19h30       | Rapport                                                                |                      |                                                                       | BBVA Compass Stadium, Houston, Texas Spectateurs : 7 581 Arbitrage : Rubiel Vazquez | BBVA Compass Stadium, Houston, Texas Spectateurs : 7 581 Arbitrage : Rubiel Vazquez |
| 19h30       | Cerén · Rodríguez · Elis · García · Martínez · Gil · Wenger · Senderos | Tirs au but 7 - 6    | Beitashour · Kovar · Horta · Vela · Ciman · Harvey · Rossi · Blessing | BBVA Compass Stadium, Houston, Texas Spectateurs : 7 581 Arbitrage : Rubiel Vazquez | BBVA Compass Stadium, Houston, Texas Spectateurs : 7 581 Arbitrage : Rubiel Vazquez |

### Finale
| 26 septembre 2018 | Dynamo de Houston (MLS)         | 3 - 0   | (MLS) Union de Philadelphie | BBVA Compass Stadium, Houston, Texas          |                                               |
| 19h               | Manotas 4e 25e Trusty 65e (csc) | (2 - 0) |                             | Spectateurs : 16 060 Arbitrage : Nima Saghafi | Spectateurs : 16 060 Arbitrage : Nima Saghafi |
| 19h               | Rapport                         |         |                             | Spectateurs : 16 060 Arbitrage : Nima Saghafi | Spectateurs : 16 060 Arbitrage : Nima Saghafi |

| Houston Dynamo | Philadelphia Union |

| Gardien de but | 23 | Joe Willis          |     |     |
|                | 11 | Andrew Wenger       |     |     |
|                | 4  | Philippe Senderos   |     | 41e |
|                | 2  | Alejandro Fuenmayor |     |     |
|                | 7  | DaMarcus Beasley    |     |     |
|                | 5  | Juan David Cabezas  |     |     |
|                | 27 | Boniek García       | 69e | 78e |
|                | 10 | Tomás Martínez      | 53e |     |
|                | 17 | Alberth Elis        |     |     |
|                | 31 | Romell Quioto       |     | 83e |
|                | 9  | Mauro Manotas       | 61e |     |
| Remplaçants :  |    |                     |     |     |
|                | 16 | Kevin Garcia        |     | 41e |
|                | 24 | Darwin Cerén        |     | 78e |
|                | 8  | Memo Rodríguez      |     | 83e |
| Entraîneur :   |    |                     |     |     |
| Wilmer Cabrera |    |                     |     |     |

| Gardien de but | 18 | Andre Blake       |     |     |
|                | 12 | Keegan Rosenberry |     |     |
|                | 3  | Jack Elliott      |     |     |
|                | 26 | Auston Trusty     |     |     |
|                | 28 | Ray Gaddis        |     |     |
|                | 6  | Haris Medunjanin  |     | 89e |
|                | 11 | Alejandro Bedoya  |     |     |
|                | 10 | Bořek Dočkal      | 51e | 78e |
|                | 17 | C. J. Sapong      |     |     |
|                | 9  | Fafà Picault      |     |     |
|                | 19 | Cory Burke        |     | 68e |
| Remplaçants :  |    |                   |     |     |
|                | 27 | Jay Simpson       |     | 68e |
|                | 7  | David Accam       |     | 78e |
|                | 8  | Derrick Jones     |     | 89e |
| Entraîneur :   |    |                   |     |     |
| Jim Curtin     |    |                   |     |     |

| Assistants : Cameron Blanchard Kyle Atkins Quatrième arbitre : Alejandro Mariscal |

## Synthèse

### Nombre d'équipes par division et par tour
| Divisions \ Manches                      | Tour préliminaire | Premier tour  | Deuxième tour | Troisième tour | Quatrième tour | Huitièmes de finale | Quarts de finale | Demi-finales | Finale |
| ---------------------------------------- | ----------------- | ------------- | ------------- | -------------- | -------------- | ------------------- | ---------------- | ------------ | ------ |
| MLS (D1) 20 équipes                      | non présentes     | non présentes | non présentes | non présentes  | 20             | 13                  | 7                | 4            | 2      |
| USL (D2) 22 équipes                      | non présentes     | non présentes | 22            | 15             | 9              | 3                   | 1                | Aucune       | Aucune |
| PDL (D4) 20 équipes                      | 2 présentes       | 18            | 10            | 3              | 1              | Aucune              | Aucune           | Aucune       | Aucune |
| NPSL (D4) 22 équipes                     | 4 présentes       | 21            | 12            | 4              | 1              | Aucune              | Aucune           | Aucune       | Aucune |
| USASA (divisions inférieures) 16 équipes | non présentes     | 13            | 4             | 2              | 1              | Aucune              | Aucune           | Aucune       | Aucune |
| Total                                    | 97                | 94            | 68            | 44             | 32             | 16                  | 8                | 4            | 2      |

### Le parcours des équipes de la Major League Soccer
- Les équipes de la Major League Soccer font leur entrée dans la compétition lors du quatrième tour.

| Clubs                   | Parcours précédent     | Parcours 2018 |
| ----------------------- | ---------------------- | ------------- |
| Rapids du Colorado      | 1/8 de finale          | 4e tour       |
| FC Dallas               | 1/4 de finale          | 1/8 de finale |
| Dynamo de Houston       | 1/8 de finale          | Vainqueur     |
| Los Angeles FC          | Première participation | 1/2 finale    |
| Galaxy de Los Angeles   | 1/4 de finale          | 1/8 de finale |
| Minnesota United        | 4e tour                | 1/8 de finale |
| Timbers de Portland     | 4e tour                | 1/4 de finale |
| Real Salt Lake          | 4e tour                | 4e tour       |
| Earthquakes de San José | 1/2 finale             | 4e tour       |
| Sounders de Seattle     | 1/8 de finale          | 4e tour       |
| Sporting Kansas City    | Vainqueur              | 1/4 de finale |

| Clubs                                | Parcours précédent | Parcours 2018 |
| ------------------------------------ | ------------------ | ------------- |
| Atlanta United                       | 1/8 de finale      | 1/8 de finale |
| Fire de Chicago                      | 1/8 de finale      | 1/2 finale    |
| Crew de Columbus                     | 4e tour            | 4e tour       |
| D.C. United                          | 1/8 de finale      | 1/8 de finale |
| Orlando City SC                      | 4e tour            | 1/4 de finale |
| Revolution de la Nouvelle-Angleterre | 1/4 de finale      | 4e tour       |
| New York City FC                     | 4e tour            | 4e tour       |
| Red Bulls de New York                | Finaliste          | 1/8 de finale |
| Union de Philadelphie                | 1/8 de finale      | Finaliste     |

### Équipes de la MLS éliminés par des équipes des divisions inférieures
| Équipe de la MLS                     | Équipe des divisions inférieures | Tour    |
| ------------------------------------ | -------------------------------- | ------- |
| Revolution de la Nouvelle-Angleterre | Louisville City FC (USL)         | 4e tour |
| Rapids du Colorado                   | Nashville SC (USL)               | 4e tour |
| Sounders de Seattle                  | Republic de Sacramento (USL)     | 4e tour |